# Christian Gaudin (dessinateur)
Pour les articles homonymes, voir Christian Gaudin.
 (septembre 2018).
Si vous disposez d'ouvrages ou d'articles de référence ou si vous connaissez des sites web de qualité traitant du thème abordé ici, merci de compléter l'article en donnant les références utiles à sa vérifiabilité et en les liant à la section « Notes et références ».
 (septembre 2018).
Christian Gaudin est un scénariste et dessinateur de bande dessinée et de livres illustrés.

## Biographie
Christian Gaudin a commencé sa carrière d’illustrateur pendant ses premières années d’études d’architecture à UP6 alors aux Beaux Arts de Paris en 1975. 
D’abord comme grouillot et illustrateur au journal Sexpol, mensuel de la mouvance d’Actuel sur la sexualité et la politique inspiré du psychanalyste anarcho-libertaire Wilhelm Reich puis chez Hachette-Le Livre de Paris grâce à son ami illustrateur Jean Baptiste Gilou rencontré en archi et à sa mère Myriam Cendrars, fille de Blaise Cendrars et éditrice réputée. Ils dessinent et publient alors ensemble « Crash » un fanzine underground néo-punk qu’il vendent dans les librairies parisiennes spécialisées,Temps Futurs, Actualités, Parallèles…  
Grâce à ses travaux publiés et ses équivalences d’architecture, il rentre en troisième année aux Arts Déco en communication visuelle où il apprend la typographie avec Albert Botton, le graphisme avec Jean Widmer et l’illustration avec Jean Lagarrigue tout en publiant pour la presse magazine ( Science et vie, Partir, Alpinisme et randonnée, Nitro, Tennis magazine, Sexpol ) et divers éditeurs et studios de création. Après avoir monté un groupe de rock et bien glandé sa race, il termine les Arts Déco en 1981 avec un mémoire sur son maître Gébé et assiste avec lui en direct à la triste fin de Charlie Hebdo. 
Après deux années de travail commun avec Jean Baptiste Gilou comme illustrateurs / graphistes / packagers  pour l’édition, ils créent ensemble en 1984 leur première société, « Les Editions Gilou », nommée en hommage à Bertie Gilou, célèbre éditeur et directeur artistique d’après guerre et des années 1950 ‘ (Réalités et Connaissance des Arts) trop tôt disparu. 
Ils obtiennent de suite un beau succès dans le petit village de l’édition grâce à leur premier livre, «  Vietnam! », un album concept de bandes dessinés réalistes de Steve Canyon pendant la guerre du Vietnam par Milton Caniff enrichie d’anecdotes savoureuses. 
D’autres albums de grands maîtres du noir et blanc comme Frank Robbins et Jordi Bernet mais surtout des art books comme « Images de Chine »  du même Caniff ou « Feux et cendres de la création » de Blaise Cendrars et Philippe Gauckler pour le Centre Pompidou assoient la réputation d’Air Studio, leur studio de création haut de gamme qui, les années suivantes, travaille pour l’animation (France Animation avec Rahan, Les Polluards) et surtout l’édition : Hachette BD (les strips de Mickey des années 1930 de Floyd Gottfredson ), Le livre de Poche BD, les Humanoïdes Associés (Kraken) et Glénat (Collection Sale Caractère, Collection Gilou-Glénat, l’Année de la BD) sur des projets éditoriaux hors-normes (La Crève de Riff Rebs, Sagamore Pilgrimage de Jean François Charles, Akira d’Otomo Katsuhiro). 
En 1988 ils s’associent à leur diffuseur suisse, Fabrice Giger, et créent à Genève la maison d’édition « Alpen Publishers » qui, après avoir publié le suisse Derib, commence à acquérir des petites maison d’édition à la trésorerie défaillante. 
En 1989, faisant semblant d’avoir de gros moyens, ils ont l’immense plaisir de racheter les Humanoïdes Associés, mythique maison d’édition en déshérence, à Hachette qui ne savait qu’en faire et passent alors de prestataires de services pour les Humanoïdes Associés à boss de fin de niveau. 
Christian Gaudin fait les plans des nouveaux locaux des Humanos, nouveau nom de la structure et en chapeaute les différents graphistes. Il publie de suite « Domu rêves d’enfants » d’Otomo et continue le travail éditorial des Humanos avant de relooker avec sa bande de créatifs tous les albums des grands auteurs « adultes » de chez Dargaud qui sentaient le soufre avec la nouvelle politique de moralisation de la BD entreprise par Media participations : Druillet, Bilal, Christin, Cabanes, Caza…  Séduit par leur savoir-faire éditorial sur Canif leur maître à tous, ils ont alors tous quitté Dargaud pour les Humanos. 
Après trois ans de travail de folie et une énorme augmentation de la production, des différents avec Fabrice Giger sur la gestion et l’éditorial des Humanos les poussent à revendre leurs parts et à créer « La Sirène », reprenant le nom de la maison d’édition où travailla Blaise Cendrars dans les années 1920, avec José Louis Bocquet à la direction éditoriale. 
D’abord spécialisée dans les beaux livres, coffee-table books et livres illustrés haut de game avec une mise en page de Geneviève Gauckler, la Sirène, poussée par les habituels problèmes  de trésorerie, est vite passée à des livres plus commerciaux puis s’est retournée avec son label « Kraken » vers la BD, le manga (Les Elémentalistes, Vaelber Saga) et la BD d’humour US avec « Les Simpsons » et « Life in Hell » de Matt Groening puis les albums de Scott Adams (Dilbert).  
L’échec économique du magazine « Virage », trimestriel haut de game sur la moto, à sonné alors le glas de la Sirène avant que Fabrice Giger ne permette quelque temps plus tard sa reprise en sous-main par Jean Baptiste Gilou. 
Profondément déçu par cette erreur éditoriale et de gestion alors que la bande dessinée des Simpson et les mangas auraient permis une forte croissance, Christian Gaudin a abandonné la direction artistique et éditoriale de la nouvelle Sirène pour revenir au dessin et y publier ses propres livres. 
Après quelques livres illustrés et des bd comiques, il a continué à publier pendant des années une collection de « Guides pour chats » sur le Zen, le Yoga, les massages, le Tai Chi,  qui a été traduite en Allemagne, Espagne, Japon, Russie et Ukraine et en livre de poche ainsi qu’un tarot des chats avec Alejandro Jodorowsky. 
Il publie alors diverses illustrations et bandes dessinées humoristiques dans les magazines de rap « L’Affiche » et « Radikal » avec José Louis Bocquet au scénario (Hip & Hop, Shit & Beuh) ainsi que dans le magazine hollandais Soft Secrets tandis que sa série Mat Matou (6 tomes, scénario de Mo CDM)) est publiée dans le Journal de Mickey et le magazine japonais Nekobiyori. 
Après la deuxième fin de La Sirène, Christian Gaudin a revendu sa collection de « Guides pour chats » à l’éditeur Marc De Smedt avec qui il avait travaillé dans les années 1970 et a continué à l’enrichir de nouveau titres en travaillant dans l’atelier de son vieil ami, le prolifique Ameziane Hamouche, avec qui il a publié chez Huginn & Muninn /Dargaud «Devenir un vrai mâle ». 
Pratiquant le zen depuis des années, il a animé à la Japan Expo en tant que « Maître Banane » un grand stand d’initiation fun à la méditation avec son amie Geneviève Gauckler au design et y donné de nombreuses conférences avant de créer sa propre petite structure d’édition, « Maître Banane éditions », qui a publié ses livres humoristiques sur le zen : « L’accompagnement de fin de vie zen »  et « Tweets zen » sur des textes de Roland Yuno Rech. 

## Publications

### Livres illustrés
- Le petit Dico illustré du Dr Pet' (La Sirène 1994) textes de Robin Becker
- Massages pour chats (La Sirène 1995, Le Relié 2005) textes de Claire Gaudin
- Zen pour chats (La Sirène 1995, version néerlandaise dans le magazine Onkruid 1996/1997)
- Histoires de chats zen (La Sirène 1997, Le relié 2005)
- Tai Chi pour chats (La Sirène 1997, Le Relié 2006) textes de Jean-Louis Brodu
- Bébé fait sa nuit (La Sirène 1997) textes d’Anne Botella
- Alphabet pour chats (La Sirène 1998) textes de Claire Gaudin
- Le Chat illustré de A à Z (La Sirène 1998, Soleil 2004) textes de Claire Gaudin
- Yoga pour chats (La Sirène 1999, Le Relié 2006) textes de Claire Gaudin, version japonaise en 2004 chez Nihon Shuppansha
- Bébé à bord (La Sirène 1999) textes de Chanchan
- Chats de sagesse (La Sirène 1999)
- La Bible des chats (La Sirène 2000)
- Arts martiaux pour chats (La Sirène 2000)
- Le président est un enfoiré ! (La Sirène 2001)
- Mon patron est un enfoiré ! (La Sirène 2001)
- Le voisin est un enfoiré ! (La Sirène 2001)
- Le petit guide illustré du Cannabis (La Sirène 2001) textes José-Louis Bocquet
- Le petit guide illustré du Champagne (La Sirène 2002) texte Nathalie Champié
- Le petit guide humoristique du Cannabis (La Sirène 2003) textes José-Louis Bocquet
- 猫のためのヨガ / Neko no tame no yoga (Yoga pour chats / Nihon Shuppansha, Japon 2004) textes de Claire Gaudin
- Exercices d'éveil pour petits chatons (Le Relié 2006) textes de Sabine Rochas et Marc de Smedt
- Le Guide du bien-être pour chats (Le Relié 2007) textes de Claire Gaudin
- Massagen für Katzen (Massages pour chats / Reichel Verlag 2008, Allemagne)textes de Claire Gaudin
- Shöner Schnurrenn Survivaltricks von Katzen (Le Guide du Bien-être pour chats / Reichel Verlag 2008, Allemagne) textes de Claire Gaudin
- Le Kamasutra des chats (Le Relié 2009) textes de Claire Gaudin
- Kamasutra von Katzen, feine Geheimtipps für Liebe-Genisser ! (Le Kamasutra des chats / Reichel Verlag 2009, Allemagne) textes de Claire Gaudin
- Les 40 commandements du chat (Wygo 2009)
- Bien conduire, bien se conduire (Le Cherche-Midi 2009) textes de Pierre Clyti
- Zen et arts martiaux pour chats (Le Relié 2011)
- Devenir un vrai mâle (Huginn & Muginn / Dargaud 2011) dessins & bd sous le pseudo "Shoop" avec Amazing Ameziane (editing, textes, illustrations, BD, design)
- Exercices d'éveil pour petits chatons (Le Reliè 2012) textes de Marc de Smet & Sabine Rochas
- Vrai Zen pour chats (Le Relié 2012)
- Le Tarot des chats (Le Relié 2013) textes d'Alejandro Jodorowsky
- Le Chagenda 2014 des chats zen  (Le Relié 2013)
- Le Tao des chats (Le Relié 2013)
- El Tarot de los Gatos (Le Tarot des Chats / Editiones Obelisco, Espagne 2013) textes d'Alejandro Jodorowsky
- Vrai Zen et pour chats (Edition Pocket Evolution 2015, format poche en couleurs)
- Massages pour chats (Edition Pocket Evolution 2015, format poche en couleurs) textes de Claire Gaudin
- Yoga pour chats (Edition Pocket Evolution 2015, format poche en couleurs) textes de Claire Gaudin
- Exercices d'éveil pour petits chatons (Edition Pocket Evolution 2015, format poche en couleurs) textes de Marc de Smedt & Sabine Rochas

- Комосуmра (Kamasutra pour chats / Vivat Publishing 2016, Ukraine) textes de Claire Gaudin
- Подлинный дзен для котов (и их хозяев) (Vrai Zen pour chats (et pour leurs maîtres) / Ripol Publishing 2016, Russie)
- Йога для котов и их хозяев (Guide du Bien-être pour chats et pour leurs maîtres / Ripol Publishing 2016, Russie) textes de Claire Gaudin
- Йога для кошек (и их хозяев) (Yoga pour chats (et pour leurs maîtres) / Ripol Publishing 2016, Russie) textes de Claire Gaudin
- Qi Gong pour chats (Le Relié 2016) textes de Claire Gaudin
- L'accompagnement de fin de vie ZEN (Maître Banane Editions 2017) textes de Roland Yuno Rech
- Tweets zen (Maître Banane Editions 2018)
- Accompagner la fin de vie ZEN (Le Relié 2019) textes de Roland Yuno Rech

### Bandes dessinées

#### Séries
Mat Matou, scénario de Mo CDM
- - Mat Matou retombe toujours sur ses pattes (La Sirène 2000)[1]
  - Mat Matou sort ses griffes (La Sirène  2000)
  - Mat Matou à la plage (La Sirène 2001)
  - Mat Matou fais le gros dos (La Sirène 2002)
  - Du mou pour Mat Matou  (La Sirène 2003)
  - Une vie de chat (Albin Michel BD 2007)

- Scénario de Saint-Paul :
  - Le Petit Gainsbourg Illustré (La Sirène 2001) collectif
  - Le Petit Coluche illustré (La Sirène 2001, ELCY réédition 2004)

- Scénario de José-Louis Bocquet :
  - Cannabissimo #1 (La Sirène 1999) collectif
  - Cannabissimo #2 (La Sirène 2002)

#### One-shots
- L'amour expliqué aux extra-terrestres (La Sirène 1999)

### Publications dans les magazines
- Sagesses bouddhistes (France) :  illustrations & couverture 2018/2019/2020/2021/2022/2023

- ADNKB  / Le Mag (Kremlin-Bicêtre) France) :  illustrations 2018/ 2019/2020/2021/2022

- Le Journal de Mickey (France) : Mat Matou 2001/2008 (sc. Mo cdm), les Lolicats 2004/2005/2006 (sc. Véronique Grisseaux & Akiyo), illustrations
- Nekobiyori (Japon) : Mat Matou 2005/2008 (sc. Mo cdm)
- Soft Secrets (Pays-Bas) : Cannabissimo (sc. José-Louis Bocquet), Couette World (sc. José-louis Bocquet), Baby Blunt Messiah, 2001/2005, illustrations
- Radikal (France) : Chit & Beuh (sc. José Louis Bocquet), Chit & Beuh (sc. José-Louis Bocquet) 2003/ 2004, illustrations
- L'Affiche (France) : Hip & Hop (sc. José Louis Bocquet), Chit & Beuh (sc. José-Louis Bocquet) 1996/ 1999, illustrations
- Onkruid (Pays-Bas) : Zen pour chats 1996/1997
- Fortean Times (Royaume-Uni) : Strange Strips (sc. Jean-Louis Brodu)1995